# شقبان ستايري
شقبان ستايري (الاسم العلمي: Megapodius stairi) هو نوع من الطيور يتبع جنس الشقبان من فصيلة الشقبانية.